# (14326) 1980 BA
(14326) 1980 BA est un astéroïde de la ceinture principale d'astéroïdes découvert en 1980.

## Description
(14326) 1980 BA a été découvert le 21 janvier 1980 à l'observatoire Oak Ridge, situé à Harvard, dans l'État du Massachusetts, aux États-Unis, par l'observatoire de l'université Harvard.

### Caractéristiques orbitales
L'orbite de cet astéroïde est caractérisée par un demi-grand axe de 2,47 UA, un périhélie de 2,06 UA, une excentricité de 0,17 et une inclinaison de 6,85° par rapport à l'écliptique. Du fait de ces caractéristiques, à savoir un demi-grand axe compris entre 2 et 3,2 UA et un périhélie supérieur à 1,666 UA, il est classé, selon la JPL Small-Body Database, comme objet de la ceinture principale d'astéroïdes.

### Caractéristiques physiques
(14326) 1980 BA a une magnitude absolue (H) de 14,3 et un albédo estimé à 0,065.